# Обнова (Болгарія)
Обно́ва (болг. Обнова) — село в Плевенській області Болгарії. Входить до складу общини Левський.

## Населення
За даними перепису населення 2011 року у селі проживали 1990 осіб.
Національний склад населення села:
| Національність   | Кількість осіб | Відсоток |
| ---------------- | -------------- | -------- |
| болгари          | 1516           | 90,3%    |
| турки            | 132            | 7,9%     |
| цигани           | 24             | 1,4%     |
| Всього відповіли | 1679           |          |

Розподіл населення за віком у 2011 році:
Динаміка населення: